# In the Night Garden
In the Night Garden..., in het Nederlands vertaald In de Droomtuin... is een Britse televisieserie van BBC gericht op kinderen van 1 tot 4 jaar oud, geproduceerd door Ragdoll Productions, het team achter Teletubbies. Andrew Davenport componeerde het thema en de verdere muziek voor alle 100 afleveringen. Het was tevens door hem geproduceerd, samen met Anne Wood. Het programma is verteld door Derek Jacobi. Het is grotendeels in live-action gefilmd, en bevat een mix van verklede acteurs, poppenspel en computeranimatie. De karakters zijn onder andere Igglepiggle, Makka Pakka, Upsy Daisy, de Pontipines en de Tombliboos. Het programma is nagesynchroniseerd in het Nederlands voor Disney Junior.
Het programma werd aangekondigd in oktober 2006. Twintig episodes werden uitgezonden in maart 2007. Er werden in totaal 2 reeksen gemaakt met samen 100 afleveringen. BBC heeft bevestigd in 2010 dat er geen verdere series zullen worden gemaakt.
De makers van het programma zeggen dat het is gemaakt om het publiek van 1 tot 4-jarigen te laten relaxen en te entertainen.

## Beschrijving
Het programma bevat een grote cast van kleurrijke personages met abnormale namen die in een magisch bos bezaaid met reuzemadeliefjes en andere felgekleurde bloemen leven. De karakters spreken meestal herkenbare korte, herhalende zinnen en elk personage heeft een eigen liedje met bijbehorend dansje. De tuin is een kleurrijke en zonnige omgeving en de muziek is vrolijk en muziekdoos-achtig.

We wanted to explore the difference between being asleep and being awake from a child's point of view: the difference between closing your eyes and pretending to be asleep and closing your eyes and sleeping.
(We wilden het verschil tussen slapen en wakker zijn verkennen gezien vanuit het oogpunt van een kind: het verschil tussen je ogen sluiten en doen alsof je slaapt, en je ogen sluiten en slapen.)
— Anne Wood, coproducent

## Verloop

### Begin
Elke aflevering start met een beeld van een sterrenhemel, met sterren die oplichten op het ritme van de muziek. Dan komt telkens een ander kind in bed, terwijl de verteller de episode introduceert.

But someone i know is safe and snug. And they're drifting off to sleep. 

Round and round, a little boat, no bigger than your hand, out of the ocean. Far away from land.

Take the little sail down. Light the little light. This is the way to the garden in the night.

Daarna zien we Igglepiggle in zijn bootje, die in slaap valt en bij het lichtje van zijn boot en onder zijn deken dat hij als zeil gebruikt naar de Night Garden reist, waarna hij uitkomt bij de magische kiosk bij het bos en de episode daadwerkelijk start. Voorts komt de Ninky Nonk of de Pinky Ponk in beeld en begint het verhaal.

### Einde
Elke aflevering eindigt met het avontuur van de dag verteld als een "verhaaltje voor het slapengaan", gegenereerd door de magische kiosk, meestal aan het personage dat in de aflevering de meest prominente rol heeft gespeeld. Soms dansen alle karakters daarvoor nog in de kiosk. Hierna zien we dat alle personages gaan slapen, alleen Igglepiggle niet. Het einde van elke aflevering is een herkenbare opvolging:
- Go to sleep... everybody.
- Somebody's not in bed!
- Who's not in bed?
- Igglepiggle's not in bed!
- (Igglepiggle) Squeak!
- Don't worry, Igglepiggle; it's time to go.

Vervolgens wordt uitgezoomd en wordt het lichtje boven op de kiosk een fel schijnende ster aan de hemel, die nog eens flikkert voordat Igglepiggle terug slapend in zijn bootje in beeld komt, met op de achtergrond de herkenbare intro, terwijl de aftiteling te zien is.